# Żagiel (skała)
Żagiel – skała w grupie Zegarowych Skał w Dolinie Wodącej na Wyżynie Częstochowskiej. Znajduje się w lesie na północnym zboczu Zegarowych Skał powyżej Dolnych Skał. W odległości 50 m od niej jest skała Kursowa. Żagiel to mniejsza z tych dwu skał. Zbudowana jest z wapieni, ma wysokość 10 m, miejscami połogie, miejscami połogie lub pionowe ściany.
Żagiel jest obiektem wspinaczki skalnej, ale jego popularność wśród wspinaczy jest niewielka. Są na nim 3 drogi wspinaczkowe o stopniu trudności od VI do VI.1+ w skali Kurtyki. Mają zamontowane stałe punkty asekuracyjne: (ringi (r) i ringi zjazdowe (rz).
1. Imperatyw kategoryczny; VI.1+, 4 r +rz
2. Hromadny vystup; VI, 3r +rz
3. Dmi nie minie; VI.1, 3r +rz[2].

Do skał z Doliny Wodącej prowadzi zielony Szlak Jaskiniowców.